# Antíoco III de Comagene
Antíoco III Epifanes (en latín Antiochus III Epiphanes, en griego: Ἀντίοχος ὀ Ἐπιφανής: Ἀντίοχος ὀ Ἐπιφανής), (floreció siglo I a. C. y siglo I d. C.) fue gobernante del Reino de Comagene de 12 a. C. a 17 d. C. Fue hijo y sucesor del rey Mitrídates III de Comagene y la princesa de Media Atropatene y reina de Comagene, Iotapa, de ascendencia mixta armenia, griega y meda. Sus padres eran primos hermanos . 

## Biografía
Cuando Antíoco murió en 17 d. C. su muerte creó problemas importantes para el reino, ya que Comagene sufría confusión política. Las razones para esta situación no están claras, pero pueden haber sido consecuencia de los hijos habidos con su hermana, Iotapa, Antíoco y Iotapa, demasiado jóvenes para suceder a su padre. Esto puede haber significado que no había autoridad eficaz para impedir el malestar civil y unir a los ciudadanos de Comagene.
Muy poco se sabe de su vida y su reinado. Después de la muerte de Antíoco, aparecieron dos facciones, una, dirigida por nobles, quería colocar a Comagene en la órbita del Imperio romano, y la otra estaba dirigida por ciudadanos que querían la independencia de Comagene, para ser gobernados por su propio rey.
Ambas facciones enviaron embajadas a Roma, buscando el consejo y asistencia del emperador romano Tiberio para decidir el futuro de Comagene. El César decidió incorporar Comagene a la provincia Romana de Siria, decisión bienvenida por muchos ciudadanos de Comagene. Comagene permaneció bajo gobierno romano hasta que el emperador Calígula devolvió el reino a los hijos de Antíoco en el año 38.
Antíoco III y su hijo fueron honrados en el Monumento Philopappos de Atenas, Grecia, dedicado a su bisnieto, el príncipe Cayo Julio Antíoco Epífanes Filopapo, que era un ciudadano prominente y respetado en Atenas. En la figura izquierda del monumento hay una estatua del hijo de Antioco III, Antioco IV, y debajo hay una inscripción que dice «Rey Antíoco, hijo del rey Antíoco».